# 판도라TV
판도라TV(Pandora.tv)는 대한민국의 블록체인 전문 기업이자 옛 동영상 공유 사이트이다.
1996년에 김경익이 설립한 화면 보호기 제작 전문 기업인 시작시스템즈가 전신이다. 1999년 1월 29일에 인터넷 카드 웹사이트인 레떼컴(lettee.com)이 설립되었고, 2004년 10월 25일에 UCC(User Created Contents)를 호스팅하는 동영상 공유 서비스인 판도라TV를 런칭했다. 2005년경부터 라이브 스트리밍 서비스를 제공했고, 회사 이름도 판도라TV로 바꿨다. 2008년 3월 10일에는 글로벌 동영상 플레이어를 표방한 동영상 재생 프로그램인 KM플레이어(KMPlayer)를 인수했다. 2008년 4월 2일에는 한국어, 영어, 중국어, 일본어 서비스를 시작했다.
한때 대한민국 시장 점유율에서 1위를 기록한 동영상 플랫폼이었으나, 2009년 4월에 시행된 인터넷 실명제, 2009년 7월 23일을 기해 시행된 저작권 삼진아웃제, 통신사와의 망 사용료 지불 문제로 인하여 이용자가 크게 감소했다. 또한 2008년에 한국어 서비스를 시작한 유튜브가 대한민국 법률의 적용을 받지 않았기 때문에 유튜브에 대한민국 시장 점유율 1위를 내줬다. 이에 따라 판도라TV는 2022년 12월 13일에 공식 웹사이트를 통해 공개된 공지를 통해 수년 동안 지속된 수익성 악화로 인하여 2023년 1월 31일을 기해 동영상 플랫폼 서비스를 종료한다고 밝히고, 향후에 블록체인 전문 기업으로 전환한다고 밝혔다.

## 역사
- 1996년 시작시스템즈 설립
- 1999년 레떼컴 오픈 (사무실 위치: 서울특별시 강남구 역삼동 727-16 서울강남빌딩 5층)
- 2004년 10월 25일 국내 최초 동영상 서비스 판도라TV 오픈
- 2004년 레떼컴에서 판도라TV로 사명 변경
- 2004년 지상파 DMB방송 사업 제휴
- 2005년 업계 최초 동영상 광고 모델 론칭
- 2005년 판도라TV 일본 서비스 오픈
- 2006년 콘텐츠 유통사업 시작(애니, 스포츠, 방송 분야)
- 2007년 제2회 대한민국인터넷대상 수상
- 2007년 1,000만 개인 시청 채널 탄생
- 2008년 자체 해외망 구축 완료
- 2008년 글로벌 판도라TV 오픈
- 2009년 HD 프리미엄 영화관 오픈
- 2009년 SBS 프리미엄 서비스 오픈
- 2010년 KM플레이어 1,400만(일 실행수) 달성
- 2010년 ETRI공동 동영상콘텐츠 인식기술 개발
- 2010년 KBSi, SBSi 업무협약 체결
- 2010년 아시안 게임 라이브 중계
- 2012년 KM플레이어 사용자 3억명 돌파
- 2012년 제8회 대한민국인터넷대상 수상
- 2012년 MaaS 기반 커뮤니티 방송 기술개발 사업자 선정
- 2012년 산업융합원천기술개발(Mash Up) 사업자 선정
- 2012년 SKT, LG CNS, KT 클라우드 인코딩 서비스
- 2012년 자체 저작권 보호기술(LPS) 개발
- 2012년 인코딩 센터 오픈
- 2013년 “LOL” 스폰서십 체결 및 Live 중계
- 2013년 에브리온TV 설립(현대HCN 합작)
- 2013년 에브리온TV 모바일앱 1위 달성(애플 앱순위)
- 2013년 팬더미디어 설립(다산네트웍스 합작)
- 2013년 사옥 이전 (판교테크노밸리 DTC타워)
- 2014년 코넥스 시장 상장 (2014.8.11)
- 2014년 1인 미디어 방송국 오픈
- 2014년 원미닛 앱 출시
- 2014년 판도라TV 웹/앱 리뉴얼
- 2014년 KM플레이어 앱 300만 다운로드 돌파(출시 5개월만)
- 2014년 KM플레이어 커넥트 런칭
- 2014년 라이브TV 오픈
- 2014년 KM플레이어 앱 출시
- 2014년 산업융합원천기술개발(Mash Up) 주관사 선정
- 2014년 스마트 프로덕트 개발 지원사업 수주(경기테크노파크)
- 2014년 IBK기업은행, 동원대학교와 다자간 업무협약 체결(인재 취업 및 채용 활성화)
- 2014년 IBK기업은행 패밀리기업 지정
- 2014년 아이앱 출시(2014. 11)
- 2014년 300만불 수출의탑 수상
- 2014년 KM플레이어 앱 : 2014년 올해의 앱 수상 / 구글플레이 베스트 30 선정
- 2014년 아이앱, 제11회 대한민국 신성장 경영대상 산자부 장관상 수상
- 2014년 ㈜노바토 인수 : 메신저 채팅 앱 ‘잼’
- 2015년 애니메이션 전용관 오픈
- 2015년 순천향대 모바일 캠프 오픈
- 2015년 동영상 소셜 광고 네트워크 플랫폼 ‘프리즘’ 출시
- 2015년 동영상 플레이어 Video 광고 출시
- 2015년 자체 1인 미디어 ‘흥이여 솟아라’프로덕션 오픈
- 2015년 소셜 게임 미디어 ‘레오나’ 오픈
- 2015년 KM플레이어 앱 900만 다운로드 돌파(출시 1년만)
- 2016년 KOREA TOP100 서비스 출시
- 2016년 판도라TV 커머스 사업 시작
- 2016년 판도라TV 전면 리뉴얼
- 2016년 판도라TV 페이스북 페이지 100만 돌파
- 2016년 고용노동부 ‘일家양득’ 실천 우수기업 경진대회 대상 수상
- 2017년 국내 최초 페이스북 비디오 광고 수주
- 2017년 자체 라이브 방송 서비스 정식 출시
- 2017년 라이브 커머스 시작
- 2017년 무료영화관 서비스 오픈
- 2017년 KMP VR 안드로이드 앱 출시
- 2017년 판도라TV CRS 오셰어하우스 이대점 오픈
- 2017년 소프트웨어 교육 프로그램 ‘IoT 상상캠프’ 개최
- 2017년 페이스북 광고집행 성공사례 기업 선정
- 2018년 '프리즘'대한민국 우수브랜드 대상 수상 : 한국경제
- 2018년 KMplyaer 64X 출시
- 2019년 KMplayer 64X 글로벌 출시(50개국)
- 2019년 건강한 미디어 환경조성 기술개발 사업자 선정 : 과학기술정보통신부
- 2019년 KM플레이어 Android, ios APP 출시
- 2019년 종속회사 상호변경 : (주)카카오대구경북센터 → (주)에이치엘애즈
- 2019년 블록체인 기술 기반 온라인 독립영화 플랫폼 '무비블록' 출시
- 2020년 블록체인 커뮤니티 플랫폼 '코박(COBAK)' 사업 양수
- 2020년 KM플레이어 구글 추천 앱 선정
- 2020년 KM플레이어 Plus (Divx Codec) 출시
- 2020년 무비블록 10개 온라인 영화제 개최
- 2021년 무비블록 NFT 출시
- 2021년 KM플레이어 글로벌 1일 다운로드 100만 달성
- 2021년 코박 유저 50만명 달성 및 화이트리스트 제도 도입
- 2022년 코박,CBK 리워드 이벤트 출시
- 2022년 코박 글로벌 IDO 서비스 출시
- 2022년 KM플레이어 리워드 서비스 KMPlex 출시
- 2022년 KM플레이어 GDWEB 디자인 어워즈 수상
- 2022년 제20회, 21회 광화문국제단편영화제 100% 온라인 전환, 무비블록에서 진행
- 2023년 1월 31일 판도라TV 동영상 플랫폼 서비스 종료, 블록체인 전문 기업으로 전환
- 2023년 KM플레이어 모바일 앱 누적다운로드 2천 3백만개 돌파
- 2023년 KM플레이어 Play To Earn 서비스 출시
- 2023년 무비블록 뉴스 속버 서비스 출시
- 2023년 무비블록 글로벌 커뮤니티 영화톡 런칭
- 2023년 무비블록 창작자 후원 서비스 런칭
- 2023년 코박, 코박캐시를 CBK로 전환하는 CC to CBK 서비스 런칭
- 2023년 KM플레이어 국내 및 해외 기프티카드 교환 서비스 런칭
- 2023년 코박 글로벌 뉴스매체 제휴 확대 및 맞춤형 뉴스 서비스 개시
- 2024년 코박 백서 V2 발표

## 기능
- 채널: 무료 동영상 스트리밍과 더불어 동영상 편집, 관리를 할 수 있는 동영상 멀티 서비스 공간이다.
- 플레이어 : PC에서는 방향키, 모바일에서는 화면 클릭을 통해 재생구간 이동 및 각종 기능을 지원한다.
- 멀티업로드: 여러개의 파일을 동시에 업로드하고, 모든 동영상 파일을 지원한다.
- 플레이리스트: 모든 동영상 파일을 업로드할 수 있도록 지원한다.
- FHD 플레이어: 1920x1080, 16:9 비율의 화면 크기로 1280x720 역시 지원한다. 높은 해상도의 화질을 지원하며 H.264 코덱을 사용하고 무제한 용량을 지원한다.
- 미니 플레이어: 판도라TV 동영상 전용 웹 플레이어이다.

## 스폰서
- 판도라TV 리그오브레전드 챔피언스 윈터 2013-2014

## 같이 보기
- 유튜브
- 다음 tv팟